# 숨
숨은 공기를 들이마시고 내쉬는 과정을 말한다.
10개의 근육이 숨을 들이마실 때 사용된다: 가로막, 바깥갈비사이근, 목갈비근, 작은가슴근, 앞톱니근, 목빗근, 갈비올림근, 등세모근 윗부분, 넓은등근, 빗장밑근.
8개의 근육이 숨을 내쉴 때 사용된다: 속갈비사이근, 배속빗근, 배바깥빗근, 항문올림근, 세모가슴근(Triangularis Sterni), 배가로근막, 배세모근, 배곧은근.

## 같이 보기
- 호흡